# Storskär, Gustavs
Storskär, finska: Tuuskeri, är en ö i Finland. Den ligger i Skärgårdshavet och i kommunen Gustavs i landskapet Egentliga Finland, i den sydvästra delen av landet. Ön ligger omkring 61 kilometer väster om Åbo och omkring 210 kilometer väster om Helsingfors.
Öns area är 37,1 hektar och dess största längd är 1,2 kilometer i sydväst-nordöstlig riktning.